# فيليسيتي جونز
فيليسيتي جونز (بالإنجليزية: Felicity Jones)‏ مواليد 17 أكتوبر 1983 في برمنغهام، المملكة المتحدة، هي ممثلة إنجليزية بدأت مسيرتها الفنية عام 1996 في الفيلم التلفزيوني "The Treasure Seekers". تخرجت فليسيتى من كلية وادهام بجامعة اوكسفورد من قسم اللغة الإنجليزية مع مرتبة الشرف عام 2006، شاركت زملائها مسرح الكلية بأدوار صغيرة. عمل والدها في الصحافة وعملت والدتها في الأعلانات، انفصلا عن بعضهما، عاشت فليسيتى مع والدتها وأخيها. في يونيع عام 2006، ظهرت فليسيتى في لويل بحديقة شالك على مسرح دونمار وريهاوس في لندن.
جذبت فيليسيتي الانتباه في 2011 عندما شاركت بجانب أنتون يلشين في فيلم الرومانسية والدراما Like Crazy. في 2014 ظهرت في الرجل العنكبوت المذهل 2، ثم في نفس السنة، جسدت شخصية جين وايلد هوكينغ في نظرية كل شيء والتي حازت بسببه على مديح كبير وعدة ترشيحات لجوائز مثل الغولدن غلوب والبافتا.

## الأعمال
| السنة | العنوان بالعربي           | العنوان الأصلي               | الدور            | ملاحظات |
| ----- | ------------------------- | ---------------------------- | ---------------- | --- |
| 2011  | مثل الجنون                | Like Crazy                   | آنا ماريا غاردنر | |
| 2013  | المرأة الخفية             | The Invisible Woman          | نيلي تيرنان      | |
| 2013  | تنفس                      | Breathe In                   | صوفي             | |
| 2014  | الرجل العنكبوت المذهل 2   | The Amazing Spider-Man 2     | فيليسيا هاردي    | |
| 2014  | نظرية كل شيء              | The Theory of Everything     | جين وايلد هوكينغ | في الإنتظار - جائزة الأوسكار لأفضل ممثلة في الإنتظار - جائزة البافتا لأفضل ممثلة في دور رئيسي ترشحت - جائزة غولدن غلوب لأفضل ممثلة - فيلم دراما |
| 2015  | قصة حقيقية                | True Story                   | جيل باركر        | |
| 2016  | تصادم                     | Collide                      | جولييت           | |
| 2016  | الجحيم                    | Inferno                      | سيينا بروكس      | |
| 2016  | نداء وحش                  | A Monster Calls              | ليزي أومالي      | |
| 2016  | روج ون: قصة من حرب النجوم | Rogue One: A Star Wars Story | Jyn Erso         | |

## وصلات خارجية
- فيليسيتي جونز على موقع IMDb (الإنجليزية)
- فيليسيتي جونز على موقع ميتاكريتيك (الإنجليزية)
- فيليسيتي جونز على موقع روتن توميتوز (الإنجليزية)
- فيليسيتي جونز على موقع مونزينجر (الألمانية)
- فيليسيتي جونز على موقع قاعدة بيانات الأفلام العربية
- فيليسيتي جونز على موقع ألو سيني (الفرنسية)
- فيليسيتي جونز على موقع تيرنر كلاسيك موفيز (الإنجليزية)
- فيليسيتي جونز على موقع أول موفي (الإنجليزية)
- فيليسيتي جونز على موقع بوكس أوفيس موجو (الإنجليزية)
- فيليسيتي جونز على موقع قاعدة بيانات الأفلام السويدية (السويدية)